# 무이카이치정
무이카이치정(六日市町)은 시마네현 최남단에 있던 정이며 가노아시군에 속했다. 야마구치현과 접하며 인구 6,300여 명의 정이였다.
2005년 10월 1일에 가키노키촌과 합병해 요시카정이 되었다.

## 역사
- 1889년 4월 1일 - 정촌제 시행과 함께 합병전의 정역인 무이카이치촌이 성립하였다.
- 1947년 11월 13일 - 정으로 승격해 무이카이치정이 되었다.
- 1954년 12월 1일 - 아사쿠라촌, 구라기촌과 합병해 새로운 무이카이치정이 성립하였다.
- 2005년 10월 1일 - 가키노키촌과 합병해 요시카정이 성립하였다. 동일 무이카이치정은 폐지되었다.

## 교통

### 도로
- 주고쿠 자동차도
- 국도 제187호선